# Bukowiec Świecki
Bukowiec Świecki – nieczynny kolejowy przystanek osobowy w Bukowcu, w powiecie świeckim, w województwie kujawsko-pomorskim, w Polsce.